# Tajuria verna
Tajuria verna är en fjärilsart som beskrevs av Corbet 1940. Tajuria verna ingår i släktet Tajuria och familjen juvelvingar. Inga underarter finns listade i Catalogue of Life.